# Salix lasiolepis
Espèce
 Salix lasiolepis est une espèce de plantes à fleurs de la famille des Salicaceae. C'est un saule originaire de l'ouest de l'Amérique du Nord .

## Synonymie

### Variétés
- Salix lasiolepis var. bigelovii — Bigelow's willow, endémique en Californie et Orégon[2].Couramment reclassée comme espèce Salix lasiolepis[3],[4],[5].
- Salix lasiolepis var. lasiolepis — Tracy Willow, endémique dans l'étroite côte Pacifique et au nord-ouest de la Californie, sud-ouest de l'Orégon[6],[7],[8]. Couramment reclassée comme espèce Salix lasiolepis[3],[9],[10].

## Description

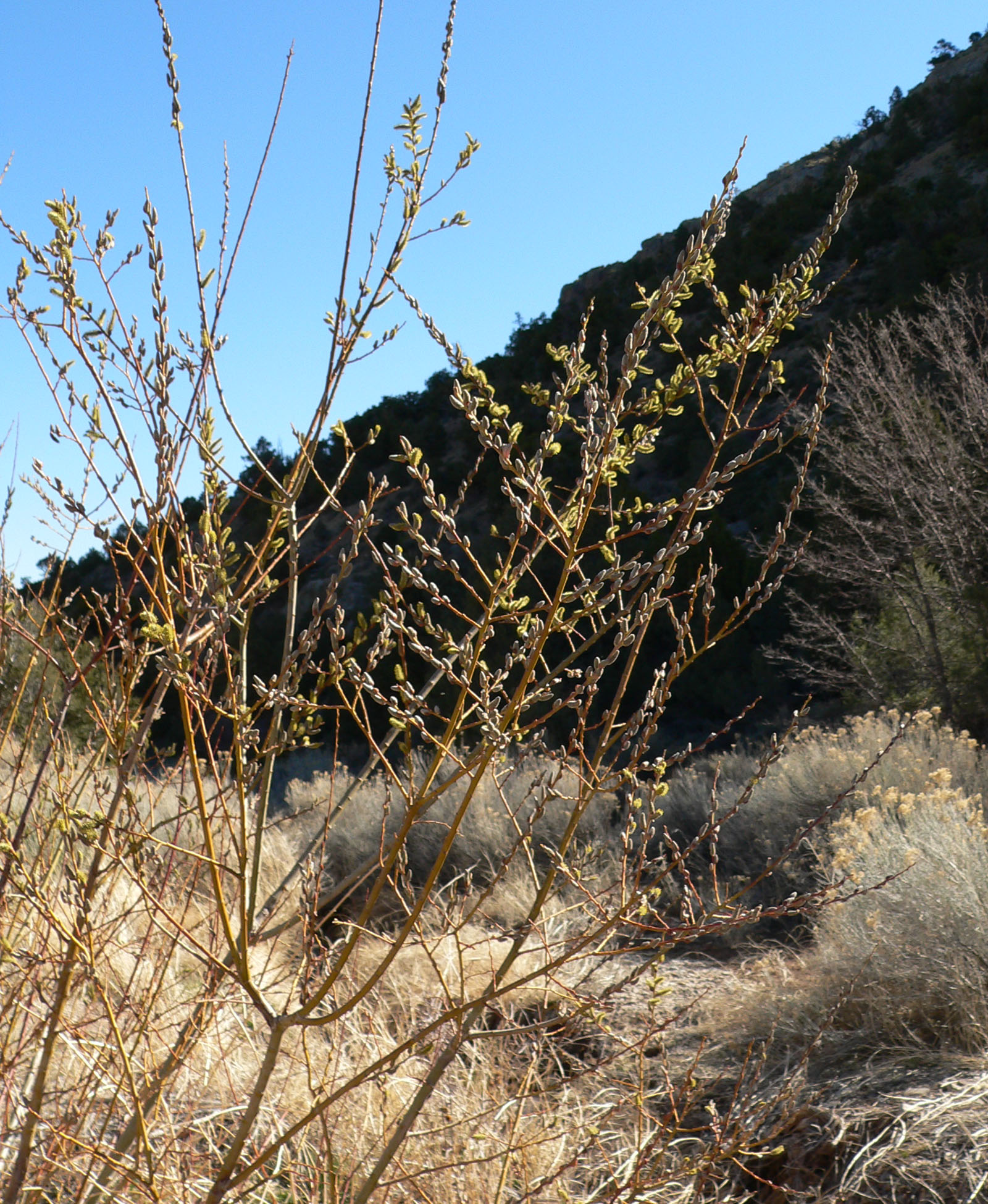
Buisson.
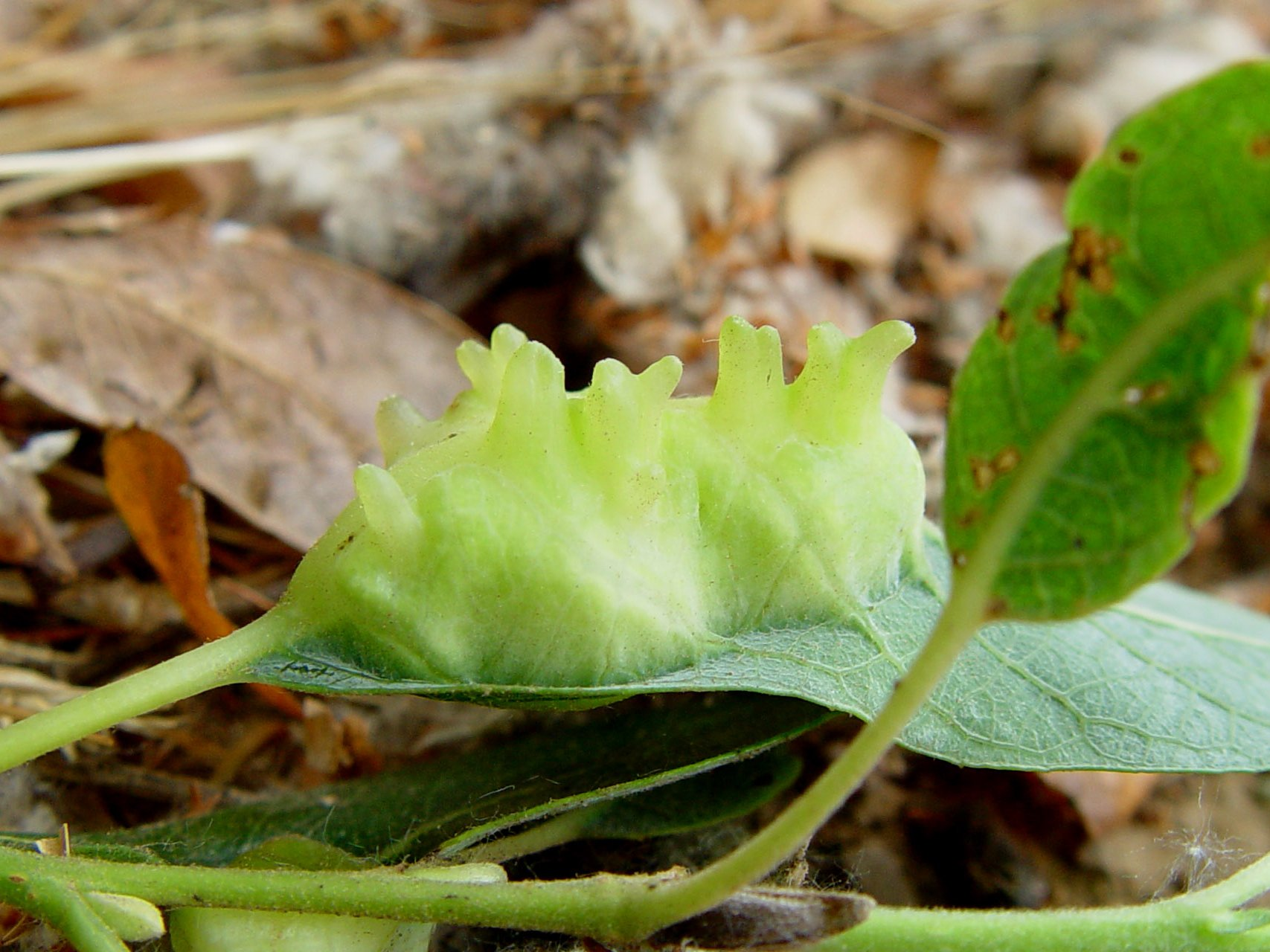
Galle d'Iteomyia.
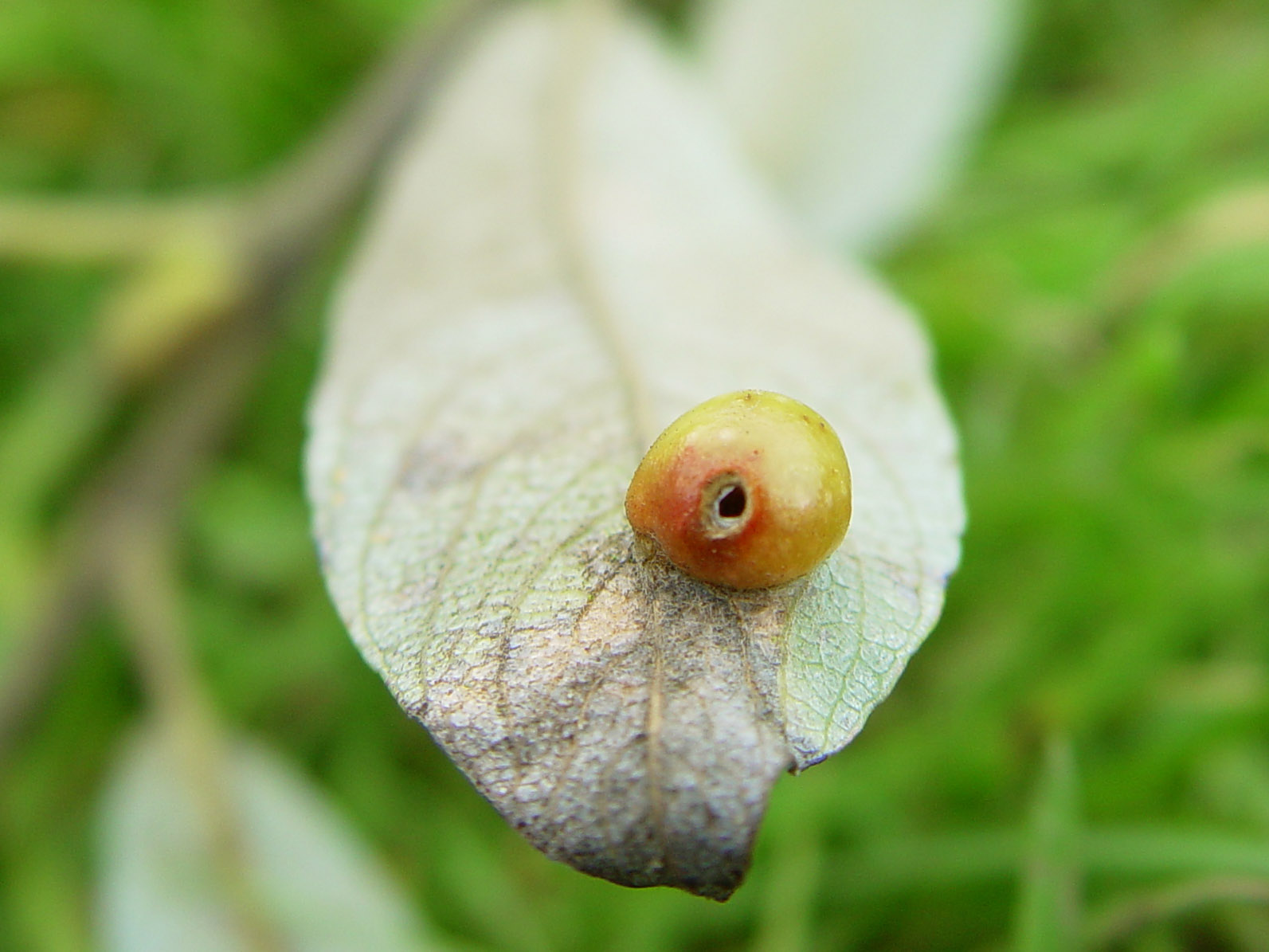
Galle de Pontania californica.
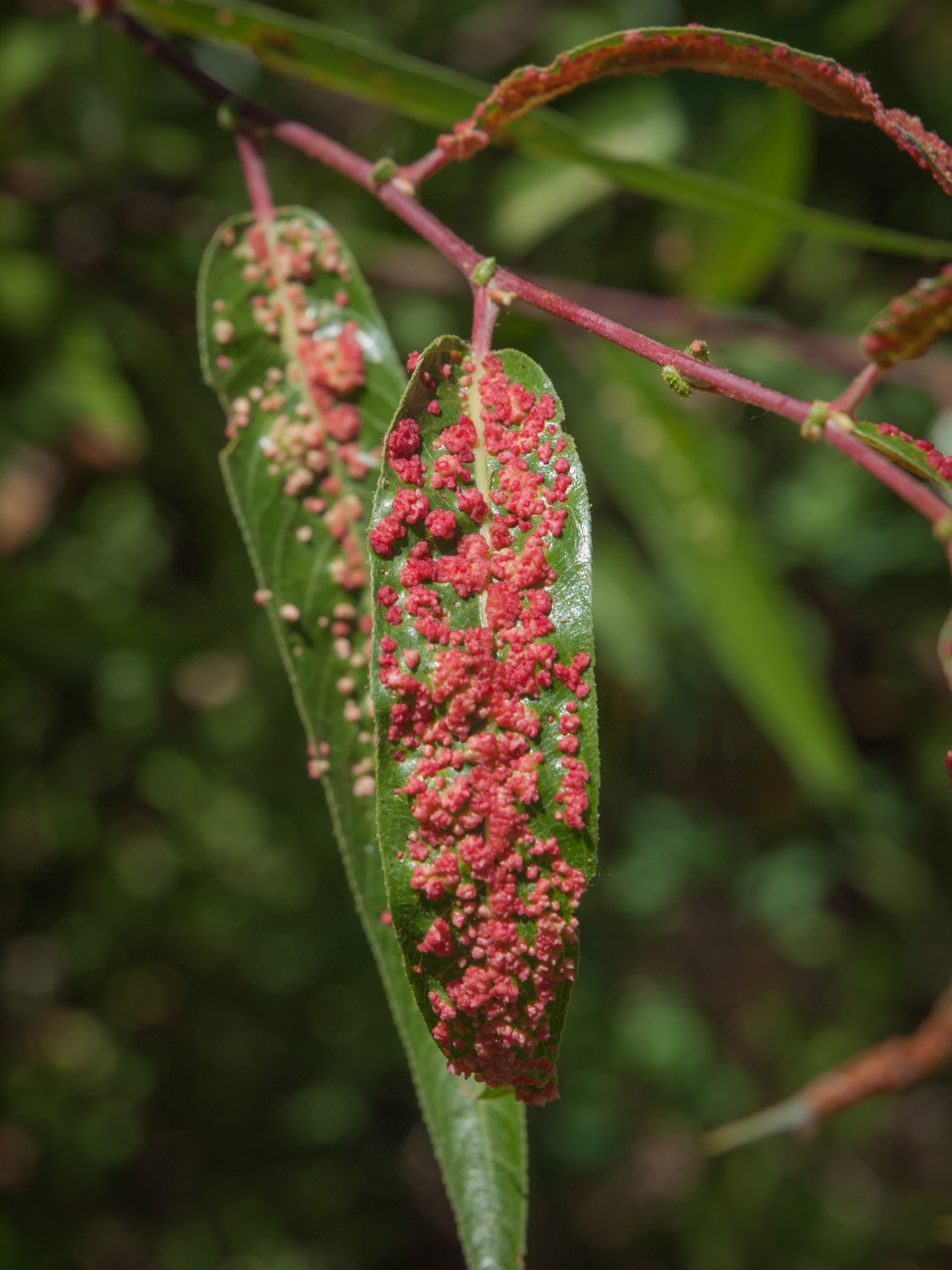
Galle d'Aculops tetanothrix.
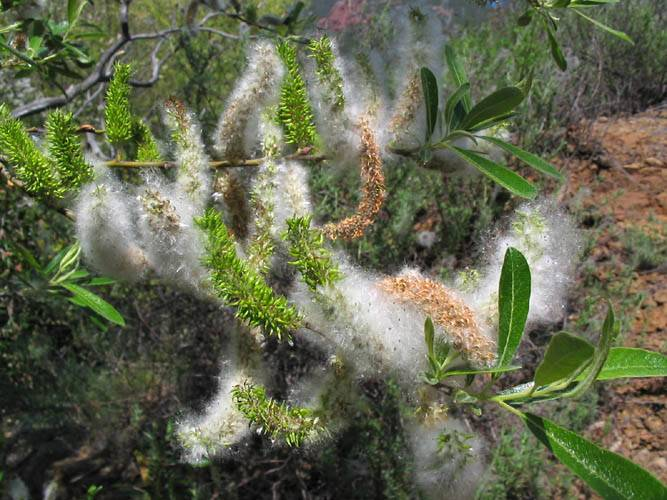
Dispersion des graines.
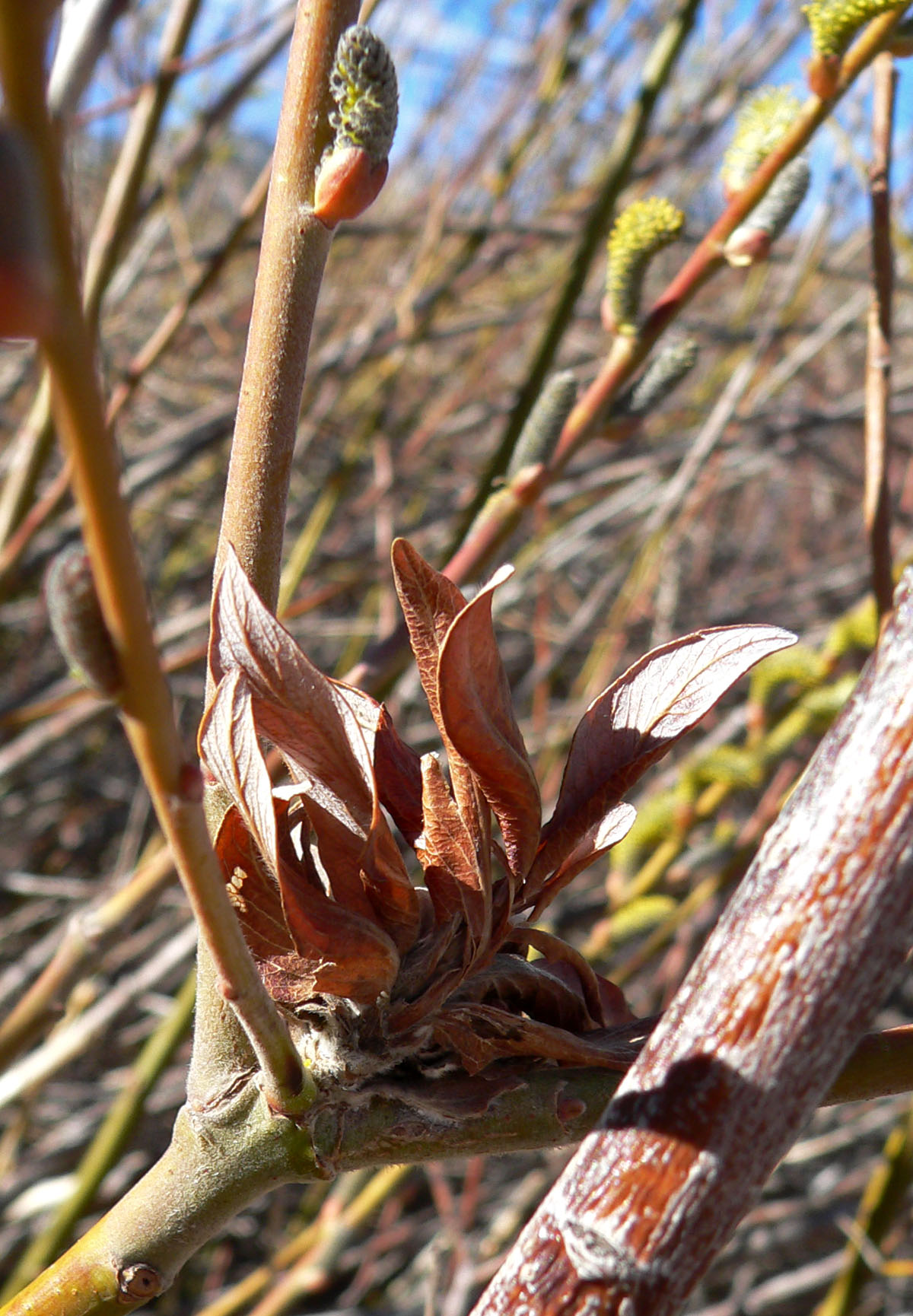
Floraison et feuillaison.

Salix lasiolepis (en anglais arroyo willow) est un arbuste ou un petit arbre à plusieurs troncs qui peut atteindre 10 m de haut. Les jeunes pousses jaune brunâtre sont densément velues. Les feuilles de 3,5 à 12,5 cm de long sont très largement lancéolées. Elles sont vertes sur la face supérieure et d'un vert glauque au-dessous, avec un duvet vert ou couleur rouille qui disparait progressivement en été.
Les chatons de  1,5 à 7 cm de long apparaissent au début du printemps. Les fleurs arrivent de février à mai.

### Distribution

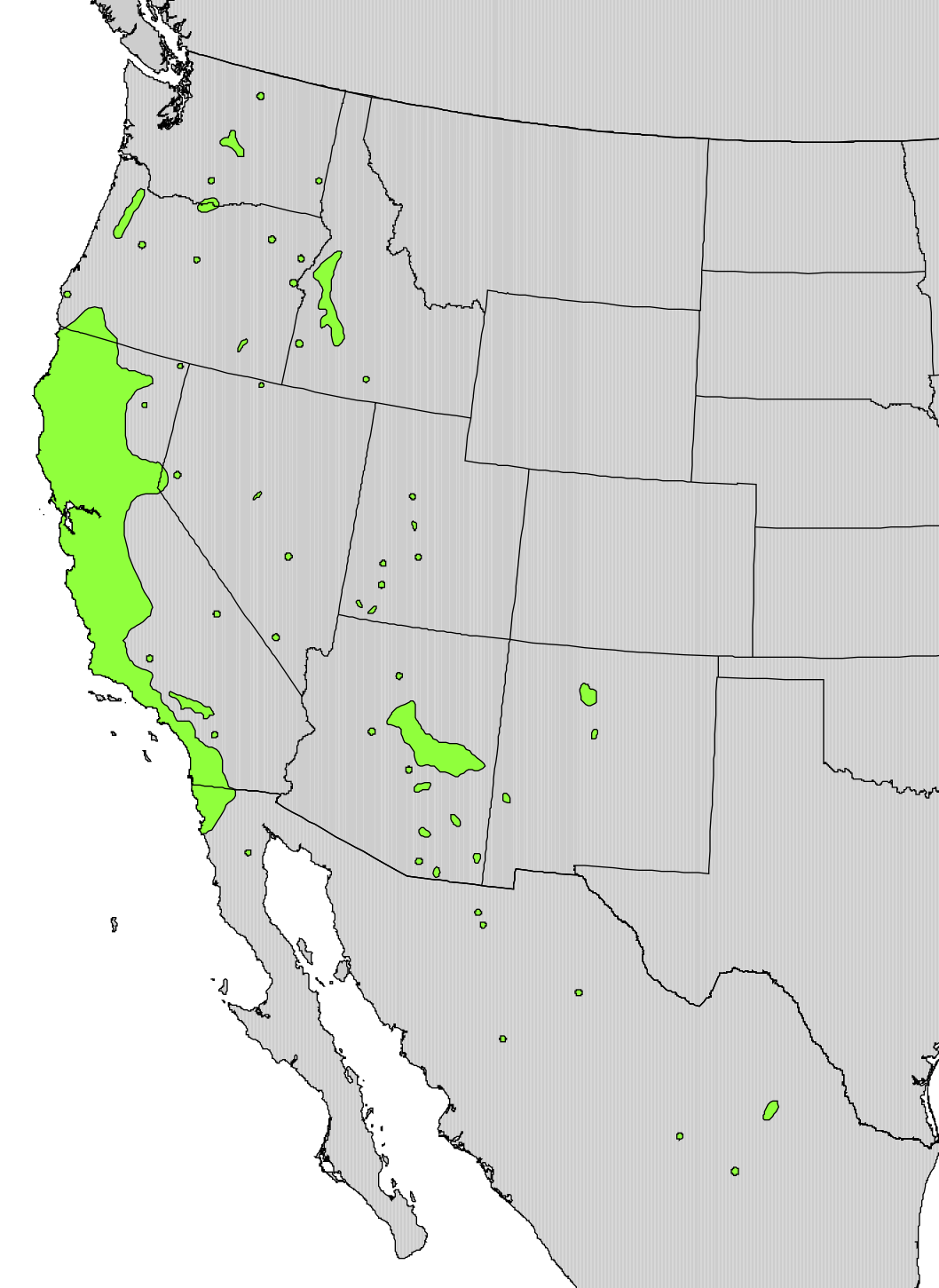
Ouest de prédilection.

L'espèce est présente dans la majorité de la Californie, y compris la côte, Klamath Mountains, Peninsular Ranges, Sierra Nevada, et Transverse Ranges,. Elle s'étend au nord jusqu'à l'état de Washington, au sud vers Baja California, et à l'est, dans l'Idaho, Utah, Texas, et Coahuila (au Mexique),.

### Habitat
La plante se plait en zones ripariennes, dans les canyons et les vallées, le long des plans d'eau, sur les plages et dans toutes les mares et zones humides,. On la trouve associée à d'autres plantes dans le chaparral, avec le chêne de Californie, la forêt de pins, la prairie.

### Utilisations
Les populations indigènes de Californie utilisaient l'espèce en médecine traditionnelle, en infusions de feuilles, d'écorces ou de fleurs pour soigner différentes affections. L'écorce servait à la fabrication de cordes, les branches étaient utilisées en vannerie.